# Callona basilea
Callona basilea là một loài bọ cánh cứng trong họ Cerambycidae.